# Cadstar
Treść tego artykułu może nie być zgodna z zasadami neutralnego punktu widzenia.
Dokładniejsze informacje o tym, co należy poprawić, być może znajdują się w dyskusji tego artykułu.
 Po wyeliminowaniu niedoskonałości należy usunąć szablon [[Szablon:Dopracować|]] z tego artykułu.
Cadstar – system projektowania PCB produkowany przez konsorcjum Zuken. Młodszy brat sztandarowego produktu tej firmy - CR-5000 najdroższego i zarazem najbardziej zaawansowanego systemu EDA, używanego przez czołowe i duże firmy produkujące elektronikę.
Cadstar aktualnie w wersji 10 dysponuje modułami zaimplementowanymi z CR-5000. Jest jednym z 3 wiodących na świecie systemów EDA, obok Mentor Graphics i Cadence. Intensywnie rozwijany przez angielski oddział Zukena (firma japońska) mieszczący się w Bristolu. Cadstar ma ujednolicone środowisko graficzne, bardzo rozbudowane definicje reguł PCB już na etapie rysowania schematu, wiele niespotykanych u konkurencji funkcji. Wyposażony w dodatkowe moduły staje się potężnym systemem projektowym. 

## Moduły dodatkowe

### Cadstar 3D
- służy nie tylko do wizualizacji w trzech wymiarach projektu płytki ale również do wprowadzania zmian w tej płytce i dostosowywaniu jej do obudowy, której projekt można zaimportować w jednym z kilku standardowych formatów programów projektowych typu AutoCAD, z serii Solid, itp. Zmiany wprowadzone są przenoszone wstecz do projektu PCB dzięki funkcji Auto ECO.

### P.R. Editor
- zaawansowany moduł placementu i routingu PCB z wieloma funkcjami typu Push and springback (popychania elementu bądź ścieżki będącej na trasie kolizji lub przeszkadzającej w poprowadzeniu czy ułożeniu ścieżki/elementu.

### P.R.Editor HS
- wersja modułu P.R. Editor dla układów szybkich.

### Adviser
-  moduł testujący projekt pod względem kompatybilności elektromagnetycznej -  podatność na zakłócenia projektu i jego emisja zakłóceń.

### Signal Integrity
- moduł kontroli i weryfikacji sygnałowej projektu.
Oprócz tego od niedawna dostępny jest moduł projektowy dla układów scalonych programowalnych napisany dla Cadstara przez firmę Aldec, symulator A/D porównywalny lub identyczny z najlepszymi tego typu symulatorami.